# 2S1 Gvozdika
El 2S1 Gvozdika (en rus: 2C1,«Гвоздика» "Clavell") és un obus autopropulsat soviètic introduït el 1972 i en servei a Rússia i altres països a partir de 2023. Es basa en el xassís multiús MT-LBu, muntant un obus de 122 mm 2A18. "2S1" és la seva designació GRAU. Una designació alternativa russa és SAU-122, però en l'exèrcit rus és comunament coneguda com a Gvozdika. El 2S1 és totalment amfibi amb molt poca preparació, i un cop a flotació es propulsa per les seves vies. Hi ha una varietat d'amplàries de via disponibles per permetre que el 2S1 operi en condicions de neu o pantà. Està protegit per NBC i té capacitat de visió nocturna infraroja.

## Descripció
El 2S1 es va desenvolupar a Khàrkiv, República Socialista Soviètica d'Ucraïna. Té set rodes de carretera a cada costat; l'engranatge de moure es pot equipar amb diferents amples de pista per igualar el terreny. L'interior està separat en un compartiment del conductor a l'esquerra, un compartiment del motor a la dreta i un compartiment de combat a la part posterior. Dins del compartiment de combat el comandant es troba a l'esquerra, el carregador a la dreta i l'artiller al front. La torreta tot-soldada es troba sobre el compartiment de combat. El 2S1 utilitza un obús de 122 mm basat en l'obús remolcat D-30. L'arma està equipada amb un gallet de corrent, un fre de boca de doble boira i un extractor de fums. És capaç de disparar HE (alt explosiu), bomba de dispersió, HE/RAP, HE perforat blindatge, flechette i rondes químiques.

## Història de la creació
Front Oriental de la Segona Guerra Mundial va acabar el 1945; en aquell moment, l'arsenal de la Unió Soviètica consistia principalment en canons autopropulsats d'assalt i antitanc. L'ús principal d'aquestes unitats d'artilleria autopropulsada (SPG) era l'escorta directa d'infanteria i tancs i el foc directe contra objectius enemics. Al mateix temps, els països occidentals i els Estats Units tenien canons autopropulsats dissenyats per disparar des de posicions tancades. A poc a poc, l'artilleria autopropulsada en aquests països va començar a desplaçar l'artilleria remolcada. La indispensabilitat de l'artilleria autopropulsada en els conflictes locals es va fer evident, per tant, durant el període de 1947 a 1953, es van dur a terme investigacions per crear nous obusos autopropulsats, però el 1955, sota la direcció de N. S. Khrusxov, la majoria treballa sobre si mateix, es va aturar l'artilleria propulsada. Temps després, el Ministeri de Defensa de l'URSS va arribar a la conclusió que una guerra nuclear estratègica era improbable, ja que portaria a la destrucció d'ambdues parts en conflicte. Al mateix temps, els conflictes locals amb armes nuclears tàctiques podrien esdevenir més realistes. En aquests conflictes, l'artilleria autopropulsada tenia un avantatge innegable sobre l'artilleria remolcada.
Amb la dimissió de N.S. Khrusxov, es va reprendre el desenvolupament de l'artilleria autopropulsada a l'URSS. El 1965, al camp d'entrenament de Lviv, les tropes soviètiques van realitzar exercicis a gran escala utilitzant instal·lacions d'artilleria de la Gran Guerra Patriòtica. Els resultats dels exercicis van mostrar que les unitats d'artilleria autopropulsades en servei no complien els requisits del combat modern. Per tal d'eliminar la bretxa entre l'artilleria autopropulsada soviètica i l'artilleria dels països de l'OTAN, el 1967 es va emetre una resolució del Comitè Central del PCUS i el Consell de Ministres de l'URSS núm. 609-201 del 4 de juliol. D'acord amb aquest decret, es va començar oficialment el desenvolupament d'un nou obús autopropulsat de 122 mm per a les forces terrestres de l'exèrcit soviètic.
Anteriorment, VNII-100 va dur a terme un treball de recerca per determinar l'aspecte i les característiques bàsiques dels nous cànons autopropulsats. Durant la investigació, es van desenvolupar tres variants de canons autopropulsats. El primer es basa en el xassís 1S32 (al seu torn, creat sobre la base del SU-100P), el segon es basa en el tractor transportador polivalent MT-LB, la tercera opció es basa en la infanteria BMP-1 vehicle de lluita. En totes les variants, l'armament principal era un obús de 122 mm amb balística D-30. A partir dels resultats del treball, es va trobar que el xassís de 1S32 té una capacitat de càrrega i un pes excessius, i les pistoles autopropulsades també perdran la capacitat de creuar obstacles d'aigua nedant. El xassís MT-LB no tenia prou estabilitat en disparar i no tenia el nivell de càrregues admissibles requerit al xassís del vehicle. El xassís més bo va ser el vehicle de combat d'infanteria BMP-1, però P.P. Isakov va aconseguir la prohibició d'utilitzar el BMP-1 com a xassís base. Per tant, es va decidir fer servir la base ampliada i modificada del transportador-tractor polivalent MT-LB com a base. Els desenvolupaments resultants van formar la base del treball de desenvolupament sota el nom de "Gvozdika" (índex GRAU - 2S1). "Gvozdika" havia d'entrar en servei amb regiment d'artilleria de divicions de fusells motoritzats per substituir els obusos M-30 i D-30 de 122 mm.
La planta de tractors de Khàrkiv que porta el nom de Sergo Ordzhonikidze va ser nomenat desenvolupador principal del 2S1; l'obús 2A31 (designació de planta D-32) va ser dissenyat a OKB-9. L'agost de 1969, els primers quatre canons autopropulsats experimentals 2S1 van entrar a les proves de camp. Les proves van revelar una alta contaminació de gas al compartiment de lluita. Al mateix temps, es va produir una situació similar amb l'obús autopropulsat divisional 2S3 Akatsiya de 152 mm. Al mateix temps, es van desenvolupar versions de cap d'obusos per a les dues instal·lacions d'artilleria autopropulsada. Sobre la base del 2A31, es va desenvolupar un obús D-16 de 122 mm amb càrrega de tapa. En lloc d'un caragol de falca, un apisonador de cadena i càrregues en una màniga, el D-16 utilitzava un caragol de pistó, un pistó pneumàtic i càrregues de tapa. No obstant això, les proves han demostrat que els inconvenients del nou obús D-16 són similars, ja que la intensitat de foc dels trets es va mantenir igual, mantenint la mateixa precisió i rang de tir. A més, es van identificar inconvenients quan es treballava amb recipients de càrrega, així com defectes de disseny de l'api sonador pneumàtic, com a resultat, de la qual cosa la velocitat de foc es va mantenir al nivell de la pistola base. Una millora addicional del disseny del D-16 va portar a la creació d'un model modernitzat sota la denominació D-16M, que va mostrar un augment del camp de tir d'un projectil de fragmentació d'alt explosiu fins a 18 km, gràcies a una càmera ampliada i l'ús de càrregues cap més potents.
L'any 1971, el 3r Institut Central d'Investigació, en el marc del treball de recerca de Desenvolupament, va revisar i analitzar els resultats dels treballs en versions de casquet d'obús de 122 mm i 152 mm. Malgrat els indicadors obtinguts, el 3r Institut Central d'Investigació va concloure que era inadequat dur a terme més investigacions sobre la versió de tapa de l'obús 2A31. El motiu principal era la manca en aquell moment d'una solució tècnica que permetés crear i posar en funcionament càrregues fiables i segures en un tap rígid o una caixa de cartutxos combustibles. Es va recomanar utilitzar la base científica i tècnica de la investigació realitzada per crear nous projectils de fragmentació d'alt explosiu de 122 mm amb una forma aerodinàmica millorada. El problema de la contaminació de gas al compartiment de lluita de la pistola autopropulsada 2S1 es va resoldre d'una manera diferent, és a dir, utilitzant un ejector més potent i beina amb un segellat millorat. El 1970, per decret del Comitè Central del PCUS i del Consell de Ministres de l'URSS núm. 770-249 de 14 de setembre, després de modificacions, l'exèrcit soviètic va adoptar la muntura d'artilleria autopropulsada 2S1 Gvozdika. L'any 1972, la plataforma de paracaigudes 4P134, que tenia un pes de vol amb una càrrega de fins a 20,5 tones, va passar les proves estatals i es va posar en servei. En aquesta plataforma, fent servir el sistema de paracaigudes de cinc cúpules PS-9404-63R, va ser previst dur a terme l'aterratge d'obuses autopropulsats 2S1. El sistema, format per la plataforma 4P134, el sistema de paracaigudes PS-9404-63R i els canons autopropulsats 2S1, va passar un cicle complet de proves, però no va entrar en servei amb les Forces Aerotransportades a causa del desenvolupament del 122 mm obús autopropulsat 2S2 "Violeta".

## Característiques

### Blindatge
La carrosseria del vehicle està soldada amb plaques d'armadura d'acer enrotllades el gruix màxim arribava als 20 mm, està completament segellada i permet superar els obstacles d'aigua nedant. El casc es divideix en tres seccions: potència (motor i transmissió), seccions de control i combat. El compartiment del motor i la transmissió es troba a la part davantera del casc a estribord. A l'esquerra hi ha el seient del conductor amb els controls del xassís. El compartiment de lluita es troba a la part central i posterior del casc. Al sostre del casc, s'instal·la una torreta soldada amb una cistella giratòria del compartiment de lluita sobre una corretja d'espatlla de bola. La torreta conté un canó i seients de la tripulació. Al costat dret hi ha un seient del carregador, així com un magatzem per a cartutxos amb càrregues; al costat esquerre, a la part davantera de la torreta, hi ha un seient de tirador i dispositius d'albirament. Darrere del tirador hi ha la posició del comandant de l'arma autopropulsada. El seient del comandant està equipat amb una torreta giratòria muntada al sostre de la torreta. A la fornícula de la torreta hi ha dos estibaments amb càrregues i obusos per a munició acumulada. A la part posterior del casc hi ha estibaments per a obusos i càrregues del canó principal. L'estiba es pot subministrar des del terra mitjançant una escotilla especial de popa. L'armadura del canó autopropulsat 2S1 proporciona protecció antibales i anti fragmentació per a la tripulació. El gruix del casc i les làmines de la torreta arriba als 20 mm.

### Armament
L'armament principal del canó autopropulsat 2S1 és l'obús D-32 de 122 mm. El canó està completament unificat pel que fa a les característiques balístiques i la munició utilitzada amb l'obús remolcat de 122 mm D-30. El canó D-32 consta d'un tub, recamarà, ejector i fre de boca. La longitud de la canonada és de 4270 mm. A l'interior del canó, en una longitud de 3,4m, hi ha 36 solcs amb una inclinació progressiva que oscil·la entre els 3°57′ i els 7°10′. La longitud de la cambra de càrrega és de 594 mm. El pes total del grup de barrils és de 955 kg. La recàrrega de l'arma és de tipus falca vertical i està equipada amb un mecanisme semiautomàtic de rearmament. A la falca s'instal·la una safata amb un retenidor, que evita que el projectil caigui del canó en angles elevats i també facilita la càrrega manual. Quan s'obre el caragol, el retenidor s'enfonsa automàticament a la falca i no interfereix amb l'extracció de la caixa del cartutx. Els dispositius de retrocés consisteixen en un fre de retrocés hidràulic de tipus eix ple de fluid Steol-M o POZH-70 i un moletejador pneumàtic ple de nitrogen o aire. Per alleujar la pressió quan es treballa en diferents intervals de temperatura, s'instal·la un compensador de molla al fre de retrocés. Els cilindres de fre de retrocés es fixen a la recambra de la pistola. La longitud màxima de retrocés és de 600 mm. El tub de la pistola està connectat a un bressol que consta de dos clips. A la gàbia davantera hi ha una carcassa amb cilindres fixos de dispositius de retrocés. A la part central hi ha muntatges per a una màscara blindada. Una tanca està muntada a la part posterior del bressol. A la galta dreta del comandant hi ha un mecanisme per bloquejar l'alliberament manual de l'arma, a l'esquerra hi ha un sistema de palanques amb alliberament manual. Entre les galtes s'instal·la una part plegable de la tanca amb un mecanisme d'enviament electromecànic. L'obús autopropulsat 2S1 pot disparar tot tipus de munició des de l'obús remolcat D-30. La munició transportable de l'obús inclou tres tipus de cartutxos de càrrega separats: 35 de fragmentació d'alt explosiu i 5 projectils acumulats de fum i perforació de blindatge amb cua estabilitzadora. El projectil giratori acumulat BP-1 es dispara amb una càrrega especial que pesa 3,1 kg, la velocitat inicial és de 740 m/s i el rang de tir és de 2 km.

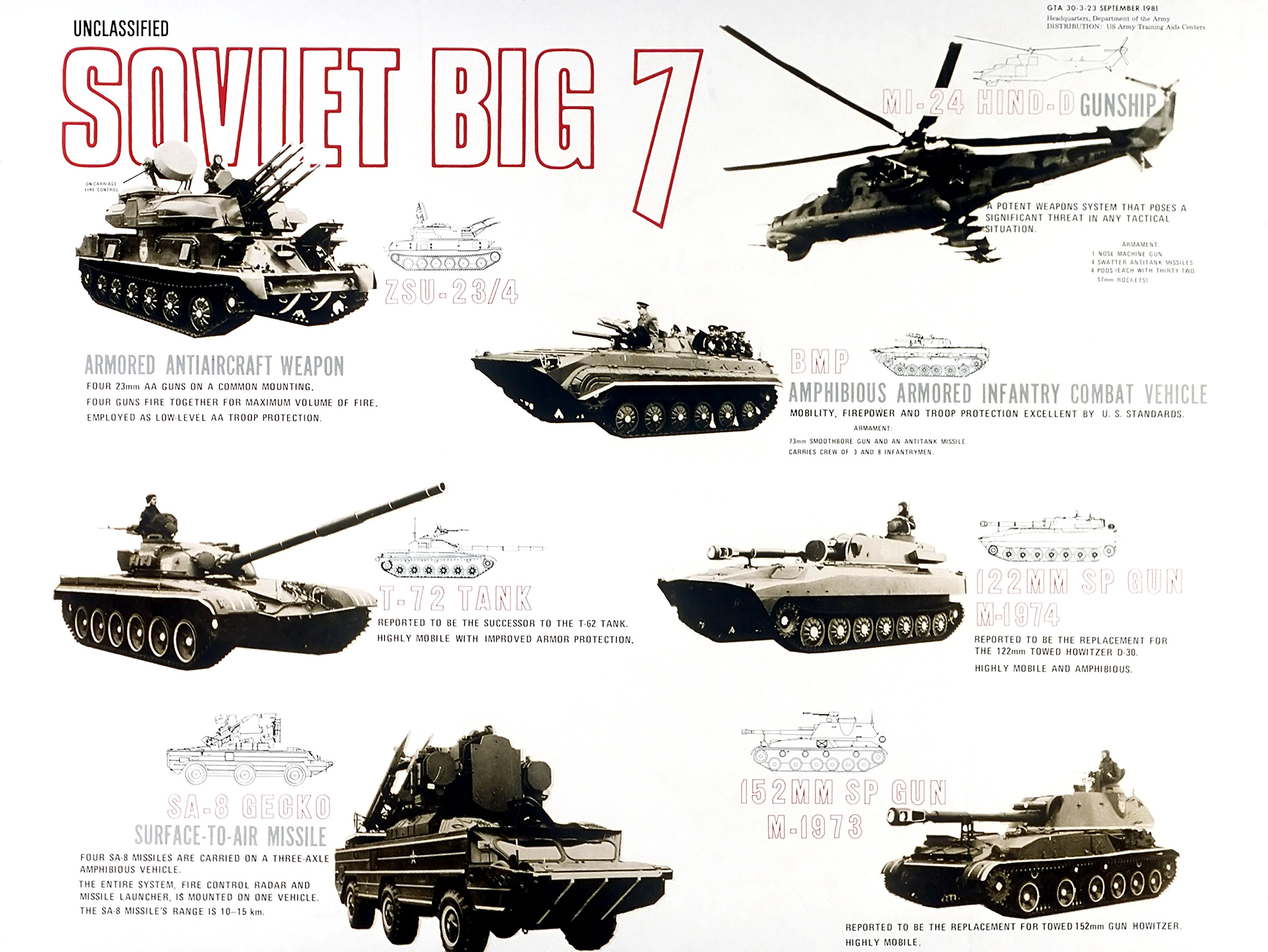
Pòster publicat pel Departament de Defensa dels EUA l'any 1981. Il·lustra els anomenats "7 grans soviètics": 7 tipus d'armes de les forces terrestres de l'URSS que representaven el perill més gran per a l'OTAN.

### Equips de vigilància i comunicació
Per apuntar l'arma i realitzar reconeixements de la zona durant el dia i la nit, a la cúpula del comandant s'instal·len una mira combinada TKN-3B amb un reflector OU-3 GA2, així com dos dispositius d'observació periscopi prismàtic TNPO-170a. La posició del tirador està equipada amb una vista panoràmica d'artilleria 1OP40 per disparar des de posicions de tir indirectes i una mira de foc directe OP5-37 per disparar als objectius observats. Al costat dret de la torreta, davant de l'escotilla del carregador, hi ha instal·lat un dispositiu d'observació MK-4 giratori. La posició del mecànic del conductor està equipada amb dos dispositius d'observació prismàtica TNPO-170a amb calefacció elèctrica, així com un dispositiu de visió nocturna TVN-2B per a la conducció nocturna. Davant del seient del conductor hi ha un visor amb calefacció elèctrica i una funda protectora.
La comunicació de ràdio externa és compatible amb l'estació de ràdio R-123M. L'estació de ràdio funciona en el rang VHF i proporciona una comunicació estable amb estacions similars a una distància de fins a 28 km, depenent de l'alçada de l'antena d'ambdues estacions de ràdio. Les negociacions entre tripulants es duen a terme a través de l'equip d'intercomunicació R-124.

### Motor i transmissió
El 2S1 està equipat amb un motor dièsel de quatre temps de 8 cilindres en forma de V YaMZ-238N refrigerat per líquid amb sobrealimentació de turbina de gas amb una potència de 300 CV.
La transmissió és mecànica, de doble flux, amb dos mecanismes de gir de fricció planetària. Té sis marxes endavant i una marxa enrere. La velocitat màxima teòrica en sisena marxa endavant és de 61,5 km/h. En marxa enrere, s'aconsegueixen velocitats de desplaçament de fins a 6,3 km/h. El moviment a flotació es realitza rebobinant les vies, mentre que el canó autopropulsat 2S1Gvozdika va desenvolupar una velocitat de 4,5 km/h. Tanmateix, també hi havia una sèrie de limitacions. Per exemple, la velocitat del flux d'aigua no ha de superar els 0,6 m/s, i l'alçada de l'ona no ha de ser superior a 150 mm. A més, en superar obstacles d'aigua, no hi hauria d'haver més de 30 trets a bord de l'arma autopropulsada. Com que el pes de combat del 2S1 Gvozdika no superava les 16 tones, podia ser transportat amb avions de transport militar An-12, Il-76 i An-124.

### Xassís
El xassís 2S1 Gvozdika és un xassís modificat del tractor transportador polivalent MT-LB. Perquè el xassís proporcioni els paràmetres especificats, el disseny del xassís MT-LB ha sofert una modificació significativa. En comparació amb el vehicle base, es va introduir un parell addicional de rodes de carretera al xassís. Així, el xassís consta de set parells de rodes de carretera recobertes de cautxú. Hi ha rodes guia a la part posterior de la màquina i rodes motrius a la part davantera. El cinturó d'eruga està format per petits enllaços amb frontisses connectades per passadors. L'amplada de cada pista és de 350 mm amb un pas de 111 mm. Suspensió 2S1 Gvozdika és un ressort de torsió individual. La primera i la setena rodes de carretera estan equipades amb amortidors hidràulics de doble cara.

## Historial de servei
L'obús autopropulsat 2S1 Govozdika va entrar en servei amb les divisions d'artilleria dels regiments de fusells motoritzats i de tancs de les Forces Terrestres de l'URSS per substituir els obusos de 122 mm M-30 i D-30. Una divisió estàndard constava de 3 bateries de sis canons autopropulsats 2S1 Govozdika (un total de 18 canons a la divisió).

### Ús en combat

#### Guerra afgano-soviètica
L'obús autopropulsat 2S1 Gvozdika va rebre el seu bateig de foc durant la guerra a l'Afganistan. Les tàctiques d'ús es van reduir a moure les bateries 2S1 Gvozdika després dels grups d'assalt i destruir els punts de tir enemics detectats amb foc directe. Aquestes tàctiques van reduir significativament les pèrdues de les tropes soviètiques. Durant l'escorta en terrenys difícils, el suport de foc va ser proporcionat per bateries especials de reserva 2S1Gvozdika. El comandament de les bateries 2S1 Gvozdika el portaven a terme comandants i secció militar d'artilleria, que proporcionaven reforç als batallons i companyies de fusells motoritzats. Un dels episodis d'ús més famosos del 2S1 Gvozdika va ser l'operació per capturar les zones Shingar i Khaki Safed. El 1986, els 2S1 Gvozdika van ser utilitzats durant l'ofensiva contra l'enemic a la província de Kandahar. Patrulla d'obús autopropulsats van proporcionar suport de foc als batallons. En total, durant l'ofensiva, l'esquadra de canons autopropulsats 2S1 Gvozdika va destruir 7 objectius enemics. En general, basant-se en els resultats del primer ús de combat, els canons autopropulsats 2S1 Gvozdika van funcionar bé.

#### Conflictes postsoviètics
Els 2S1 Gvozdika van ser utilitzats per la Guàrdia de Transnístria el juny de 1992 durant el conflicte de Transnístria. Els obusos 2S1 Gvozsika van ser usats durant la Guerra Civil a Tadjikistan pels artillers de la 201a Divisió de Rifles Motoritzats.
Durant la Primera Guerra Txetxena, el canó autopropulsat 2S1 va ser utilitzat per les tropes federals (Forces Armades, Tropes Internes del Ministeri de l'Interior, etc.), a més, se sap que en el període de 1992 a 1993, Txetxena els separatistes van capturar diversos canons autopropulsats Gvozdika amb munició. Durant les batalles de Grozni, els Gvozdikas capturats van ser usats pels terroristes. Durant la Segona Guerra Txetxena van ser fets servir per les tropes federals. Per exemple, els obusos autopropulsats 2S1 Gvosdika del Cos de Marines a la tardor de 1999 van proporcionar suport d'artilleria a la 100a divisió operacional.
L'agost de 2008, diverses unitats d'artilleria autopropulsada 2S1 Gvosdika estaven en bon estat en servei amb les Forces Armades d'Ossètia del Sud, però es desconeix si aquests canons autopropulsats es van utilitzar en combat.

#### Guerres de Iugoslàvia
A la dècada de 1990, el 2S1 Gvozdika va ser utilitzat a les guerres iugoslaves per diverses parts en conflicte.

#### Orient mitjà i Àfrica

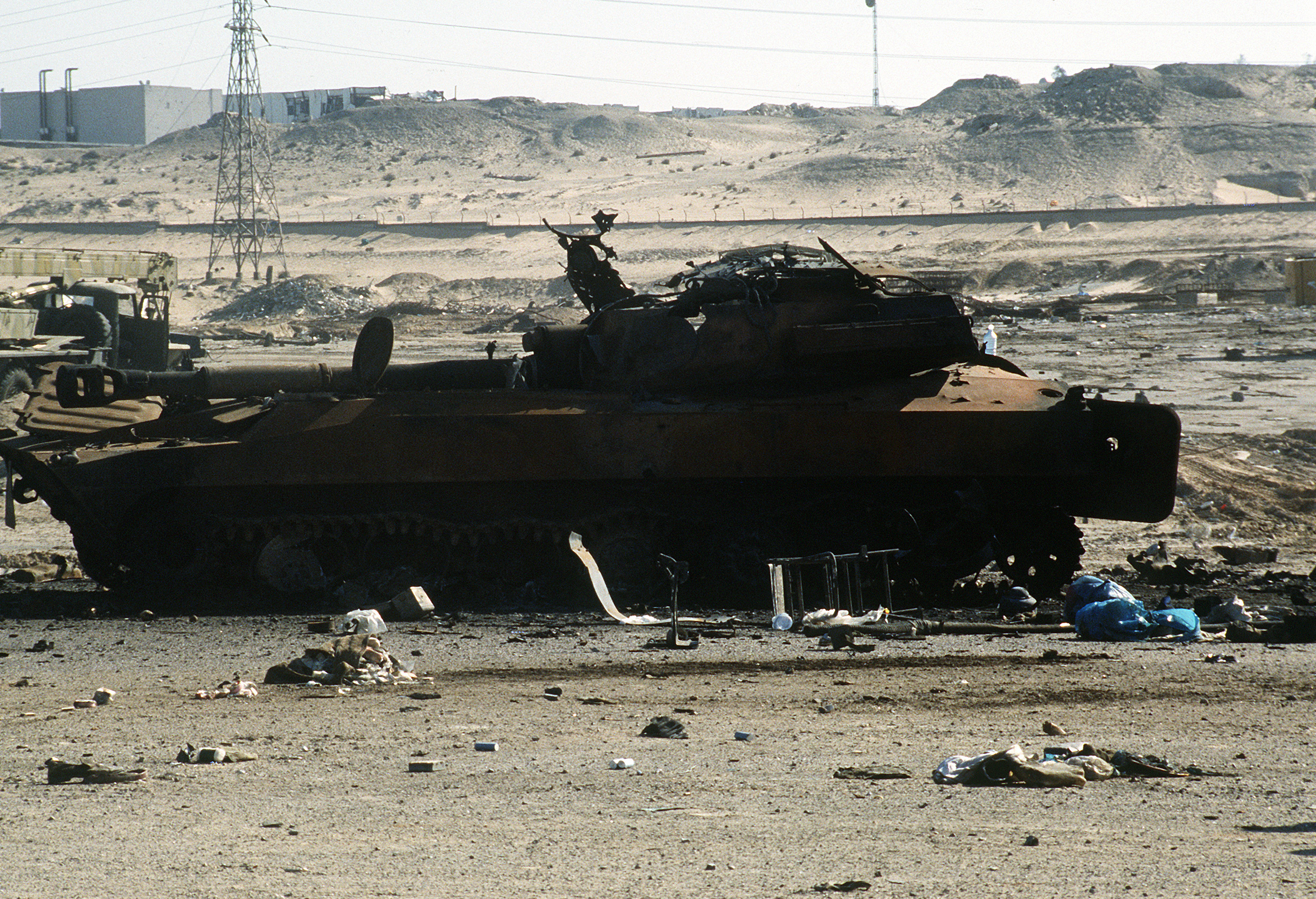
Un 2S1 Gvozdika Iraquí destruït

Al començament de la guerra Iran-Iraq, els canons autopropulsats 2S1 Gvozdika i 2S3 Akatsiya van ser subministrats a l'Iraq des de l'URSS, que va constituir la base dels grups d'artilleria iraquians. El 1991, durant l'Operació Tempesta del Desert, les tropes iraquianes van utilitzar canons autopropulsats 2S1Gvozdika. En general, l'experiència de l'Iraq fer servir l'artilleria (inclosos els obusos autopropulsats 2S1 Gvozdika i 2S3 Akatsiya, així com l'MLRS BM-21) es va valorar com a negativa, cosa que, al seu torn, va contribuir a l'aparició de l'opinió que l'artilleria soviètica era ineficaç. Tanmateix, a l'hora d'avaluar les accions de l'artilleria iraquiana, no es va tenir en compte que el sistema de comandament i control i l'equipament dels grups d'artilleria de les forces iraquianes no complien els estàndards soviètics d'aquella època.
Des del 2011, durant la guerra civil a Líbia, les forces governamentals i altres forces utilitzen canons autopropulsats 2S1Gvozdika. A la Guerra Civil Síria, els clavells van ser utilitzats per les forces governamentals i també van ser capturats per diversos grups (Front al-Nusra, ISIS). Hi ha proves de l'ús de 2S1 Gvozdika a la Guerra Civil al Iemen.

#### Guerra al Donbàs
El 2014-2017, durant la guerra a l'est d'Ucraïna, els canons autopropulsats 2S1 Gvozdika van ser utilitzats tant pels separatistes prorussos com per les Forces Armades d'Ucraïna.

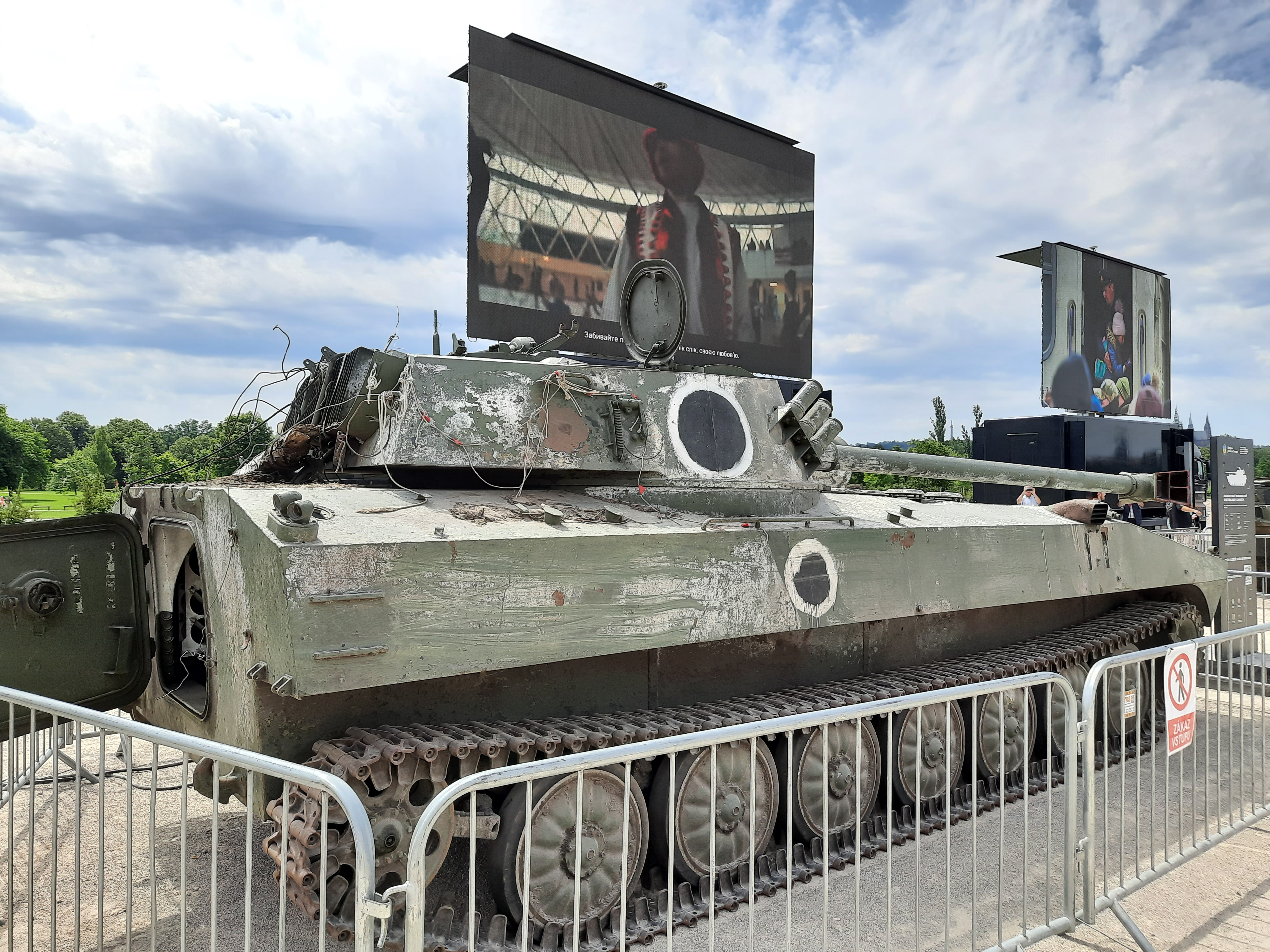
Un 2S34 Khosta capturat per les tropes ucraïneses exposat a Praga.

#### Invació de Russia a Ucraïna
Durant Invasió russa d'Ucraïna (2022), amb les Forces Armades de Rússia i per les Forces Armades d'Ucraïna.
Per fonts d'Oryx van calcular que durant el conflicte, el bàndol rus va perdre en total 105 2S1 Gvozdika i 2S34 Khosta, dels quals 90 són destruïts i 15 són capturats, la major part són 2S1 Gvozdika. El bàndol Ucraïnès va perdre en total 91 dels quals 64 són destruïts i 13 capturats.

## Modificacions

### Sovietics i Russos

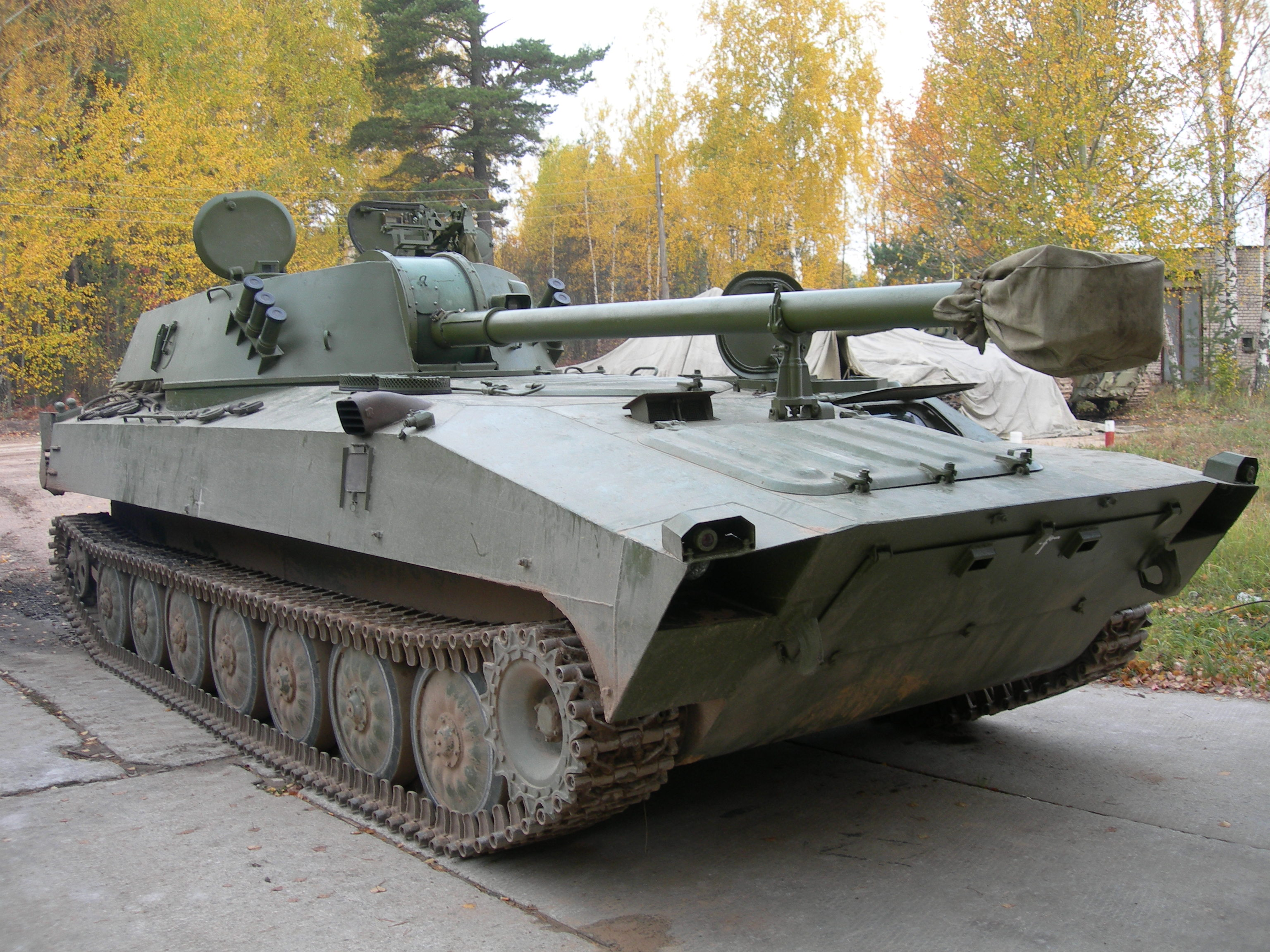
Un 2S34 Khosta

- Un 2S34 Khosta2S1M1: Versió modernitzada russa amb la instal·lació d' ASUNO 1V168-1.
- 2S34 Khosta: És una versió modernitzada russa del 2S1 Gvozdika, en què l'obús 2A31 se substitueix per un canó 2A80-1 i s'instal·la una metralladora PKT de 7,62 mm a la torreta del comandant. Desenvolupat el 2003 i va entrar en servei amb l'exèrcit rus el 2008.[27]

### Atres països
- Model 89: És una variant desenvolupada a Romania a la dècada de 1980. Es diferencia del 2S1 Gvozdika pel seu xassís base: en lloc de la base MT-LB modificada, es va utilitzar el xassís MLI-84.
- 2C1T Goździk: Versió polonesa modernitzada amb instal·lació d' ASUNO TOPAZ.
- Raad-1: És un obús autopropulsat iranià de 122 mm, desenvolupat el 1996 i posat en producció en massa des del 2002. Es diferencia del 2S1 Gvozdika pel seu xassís bàsic; en comptes del MT-LB, s'utilitza el vehicle de combat d'infanteria iranià Boragh
- La versió ucraïnesa de la modernització 2S1: la intenció de començar la modernització dels obusos autopropulsats 2S1 a la planta de tractors de Khàrkiv es va anunciar el 15 d'octubre de 2015,[28] i el desembre de 2015, el director de KhTZ V. Gubin va anunciar la intenció. Restablir a KhTZ la producció d'obuses autopropulsats 2S1 de 122 mm amb motors de producció sueca.[29] El febrer de 2016, es va saber que tres canons autopropulsats 2S1 es van transferir a KhTZ. El programa per a la seva modernització per a les Forces Armades d'Ucraïna preveu una revisió important, la instal·lació de nous motors dièsel Volvo de fabricació sueca, nous equips elèctrics, equips de comunicacions més moderns i un sistema de navegació per satèl·lit d'Ucraïna.
- Una versió modernitzada del 2S1 per a les forces armades sèrbies: la intenció de modernitzar el 2S1 es va conèixer el 2019. El model convertit de la pistola autopropulsada està equipat amb un nou sistema de control d'incendis, un sistema d'extinció d'incendis millorat i aire condicionat i es va enviar a prova el 2020.
- 2S1U: Al març de 2019, una empresa ucraïnesa, la Great Export Import Company, i els militars de Myanmar han signat un acord de joint-venture per construir una planta capaç de fabricar transports blindats de personal (APC) i obusos autopropulsats. Els tipus d'APC que es faran a la planta es diu que són BTR-4U de vuit rodes mentre que els obusos seran 2S1Us, que es basen en el xassís multiusos MT-LBu.[30]

## Versions

### Soviètics i Russos
- 2S8 Astra: Un experimentat morter autopropulsat de 120 mm. Dissenyat per equipar batallons de forces terrestres de l'exèrcit soviètic. El treball en aquest vehicle es va aturar a causa de la creació d'un nou canó semiautomàtic estriat 2A51. El juliol de 1977, en una reunió intersectorial, es va signar la decisió de tancar els treballs sobre el morter autopropulsat Astra i preparar la decisió d'obrir nous treballs per a la creació d'un canó d'artilleria autopropulsat de 120 mm 2S17 Nona-SV.
- 2S15 Norov: És un canó antitanc autopropulsat experimental de 100 mm. Destinat a lluitar contra tancs enemics. Com a resultat dels retards i ajornaments, els primers prototips estaven preparats només el 1983. Quan es van completar les proves, els països de l'OTAN ja havien trobat tancs més avançats, contra els quals el canó antitanc 2S15 de 100 mm era ineficaç. Per tant, l'obra va ser tancada, i el canó autopropulsat no va ser acceptat per al servei.
- UR-77 Meteorit: Una instal·lació de neteja de mines per fer moviments en camps de mines antitancs durant la batalla. Produït en sèrie des de 1978 per substituir l'UR-67.[31]
- Object 29: és un xassís lleuger de rastreig polivalent, es diferencia del xassís base 2S1 en elements d'equips elèctrics i en la col·locació de peces de recanvi.
- 2S1-N: és un tractor transportador polivalent, fabricat a partir del xassís sobre oruga del SAU 2S1, en procés de revisió important. Destinat al transport de persones i càrrega en una cabina tancada.

### Altres països

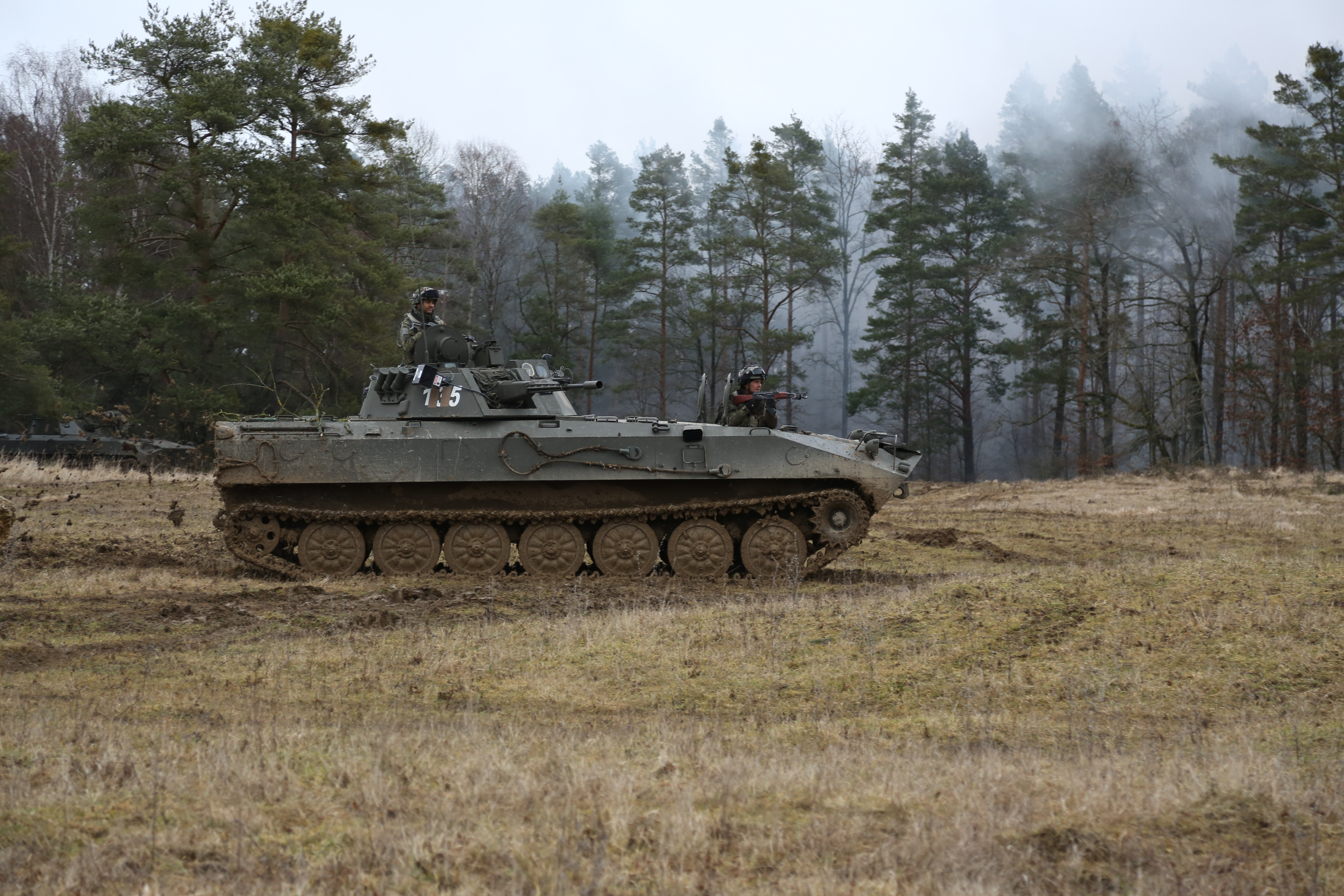
UN BMP-23

- UN BMP-23BMP-23: És un vehicle de combat d'infanteria búlgar amb la instal·lació d'un canó 2A14 de 23 mm i un TGM 9K11 Maliutka en una torreta de dos seients, utilitzant components del xassís 2S1 Gvozdika.[32]
- LPG: (Lekkie Podwozie Gąsienicowe - Vehicle lleuger de pista) vehicle de control de foc d'artilleria polonès. Aquest vehicle d'eruga s'utilitza per controlar els canons autopropulsats Krab i Rak, i també com a vehicle mèdic i de suport.
- Rak-120: desenvolupat el 2008-2009. Versió modernitzada polonesa amb la substitució del canó 2A31 per un morter d'ànima llisa de 120 mm equipat amb un carregador automàtic. La càrrega de munició transportable s'ha incrementat de 40 a 60 cartutxos, però no hi ha dades sobre l'inici de la producció en massa d'aquesta modificació.[33]
- KhTZ-26N: És un vehicle de neu i pantà fabricat a Ucraïna basat en el xassís desmilitaritzat 2S1Gvozdika. Dissenyat per a la instal·lació d'equips especials i treballs en condicions fora de carretera.
- TGM-126: És un vehicle de transport fabricat a Ucraïna sobre un xassís 2S1Gvozdika.[34]
- Kevlar-E: és un vehicle de combat d'infanteria ucraïnès basat en el xassís 2S1 Gvozdika amb el mòdul de combat Sturm.

## Operadors

#### Actuals

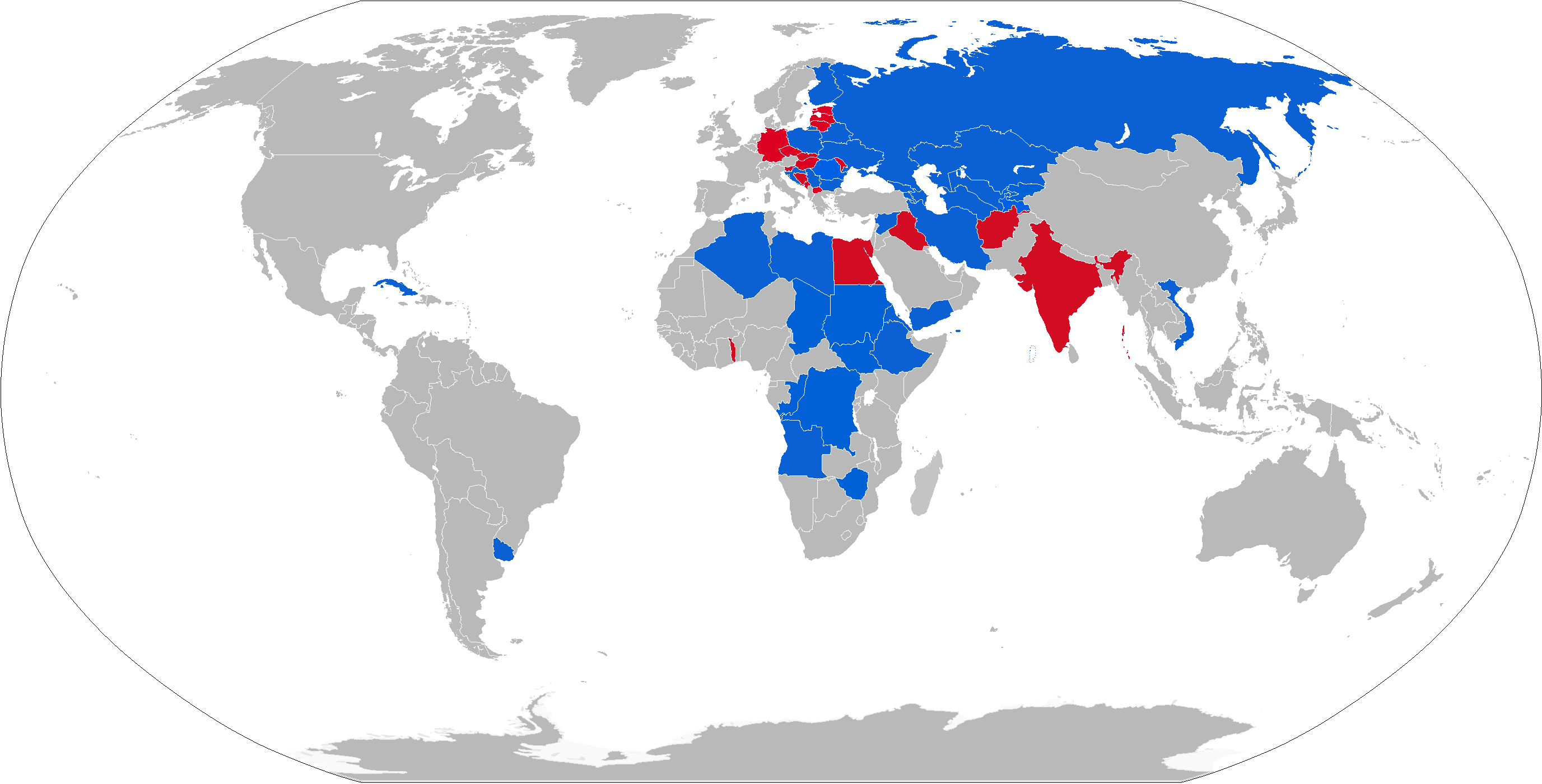
Països de color blau són actuals, països de color vermell són antics

- Azerbaidjan: 46 unitats 2S1, a partir de 2016.[35]
- Algèria: 140 2S1, a partir de 2016.[36]
- Angola: alguns, a partir del 2016.[37]
- Armènia: 10 unitats 2S1, a partir de 2016.[38]
- Bielorússia: 198 unitats 2S1, a partir de 2016.[39]
- Bulgària: 48 unitats 2S1, a partir de 2016.[40]
- Vietnam: uns 2S1, a partir de 2016.[41]
- Geòrgia: 20 unitats 2S1, a partir de 2016.[42]
- Líbia: una certa quantitat de 2S1, a partir de 2013.[43]
- Zimbabwe: 12 unitats 2S1, a partir de 2016.[44]
- República Democràtica del Congo: 6 unitats 2S1, a partir de2016.[45]
- Iran: 60 unitats 2S1, a partir de 2016.[46]
- Iemen: uns 2S1, a partir de 2016.[47]
- Kazakhstan: 120 unitats 2S1, a partir de 2016.[48]
- Kirguizistan: 18 unitats 2S1, a partir de 2016.[49]
- República del Congo: 3 unitats 2S1, a partir de 2021.[50]
- Cuba: uns 2S1, a partir de 2016.[51]
- Kurdistan Iraquià: alguns 2S1, a partir del 2016.[52]
- Polònia: 292 unitats 2S1, a partir de 2016.[53]
- Rússia: 325 2S1 (2000 unitats emmagatzemades), a partir del 2017[54]
- Romania: 6 unitats 2S1 i 18 unitats Model 89, a partir de 2016.[55]
- Sèrbia: 67 unitats 2S1, a partir de 2016.[56]
- Síria: algunes 2S1, a partir de 2016.[57]
- Sudan: 56 unitats 2S1, a partir de 2016.[58]
- Turkmenistan: 40 unitats 2S1, a partir de 2016.[59]
- Uzbekistan: 8 unitats 2S1, a partir del 2016.[60]
- Ucraïna: 313 unitats 2S1, a partir de 2016.[61]
- Uruguai: 6 unitats 2S1, a partir del 2016.[62]
- Finlàndia: 36 unitats 2S1 (utilitzades amb la designació PsH 74 (es van comprar un total de 72 unitats a l'antiga RDA el 1992)), a partir del 2016.[63]
- Croàcia: 8 unitats 2S1, a partir de 2016.[64]
- Txad: 10 unitats 2S1, a partir del 2018.[65]
- Eritrea: 32 unitats 2S1, a partir del 2016.[66]
- Etiòpia: una certa quantitat, a partir de 2016.[67]
- Ossètia del Sud: 40 unitats 2S1, a partir de 2008.[68]
- Sudan del Sud: uns 2S1 a partir del 2018.[69]
- Estat Islàmic: alguns 2S1, a partir del 2016.[70]

#### Antics
- Afganistan: es van lliurar un total de 15 unitats 2S1.[71]
- Bòsnia i Hercegovina: 24 unitats 2S1, a partir de 2013.[72]
- Hongria: més de 153 unitats 2S1 emmagatzemades, a partir del 2010.[73]
- RDA: 374 Unitats 2S1 lliurades des del'URSSentre 1979 i 1989.[74]
- Egipte: un total de 76 unitats 2S1 lliurades.
- Iraq: 50 unitats 2S1 es van lliurar des del'URSSentre 1979 i 1980, altres 100 unitats 2S1 es van lliurar entre 1987 i 1989.[74] Eliminat del servei de 2006.[75]
- Eslovènia: un total de 8 unitats 2S1 lliurades.[71]
- Togo: es van lliurar un total de 6 unitats 2S1.[71]
- Alemanya: 372 unitats 2S1 rebudes després de la fusió amb la RDA. D'aquestes: 228 unitats es van vendre a Suècia per a peces de recanvi pera MT-LBu, 72 unitats 2S1 es van vendre a Finlàndia,[74] 50 unitats es van utilitzar com a objectius als camps d'entrenament, 11 unitats es van vendre als EUA, la resta, possiblement emmagatzemat o sotmès a desmilitarització.
- Txecoslovàquia: 150 unitats 2S1 lliurades des de l'URSS o Polònia durant el període de 1980 a 1987.[74]
- Eslovàquia: : 1 canó autopropulsat 2S1 en servei i 45 unitats emmagatzemades, a partir de 2010.[76]
- República Txeca: un total de 49 unitats 2S1 lliurades.[71]
- Iugoslàvia: 100 unitats 2S1 lliurades des de l'URSS durant el període de 1982 a 1983,[71] transmeses als estats formats després del col·lapse.
- Iemen del Sud: 50 unitats 2S1 lliurades des de l'URSS el 1989.[71]
- República Txetxena d'Ixkèria: alguns 2S1, a partir de 1994.[77]

## Carros similars
- URSS: 2S3 Akàtsia
- Estats Units: M109
- República Popular de la Xina: PLZ-89
- Sud-àfrica: Obús G6